# Байдики (платформа)
Ба́йдики — железнодорожный остановочный пункт Курского направления Московской железной дороги. Расположена в Ясногорском районе Тульской области. До начала 1990-х годов носила название «178 км».
Имеется прямое беспересадочное сообщение с Тулой, Серпуховым и Москвой. Останавливаются все пригородные поезда (7 пар в сутки), следующие в южном направлении до станции Тула-I, в северном — до станций Серпухов, Москва-Курская, Москва-Каланчёвская. Время движения с Курского вокзала — 3 час. 6 мин., с Московского вокзала Тулы — 17 мин.
Для посадки и высадки пассажиров используются две боковые платформы, соединённые между собой настилом. На платформе «На Тулу» расположен павильон, где находится навес для ожидания поездов. Не оборудована турникетами. Относится к 18 тарифной зоне.
Вблизи платформы находятся деревни Большие Байдики, Средние Байдики и проходит административная граница Ясногорского и Ленинского районов Тульской области.